# Mîhailivka, Lenine
Mîhailivka (în ucraineană Михайлівка) a fost un sat în așezarea urbană Baherove din raionul Lenine, Republica Autonomă Crimeea, Ucraina, desființat în 2006.